# Plasma (biologia)

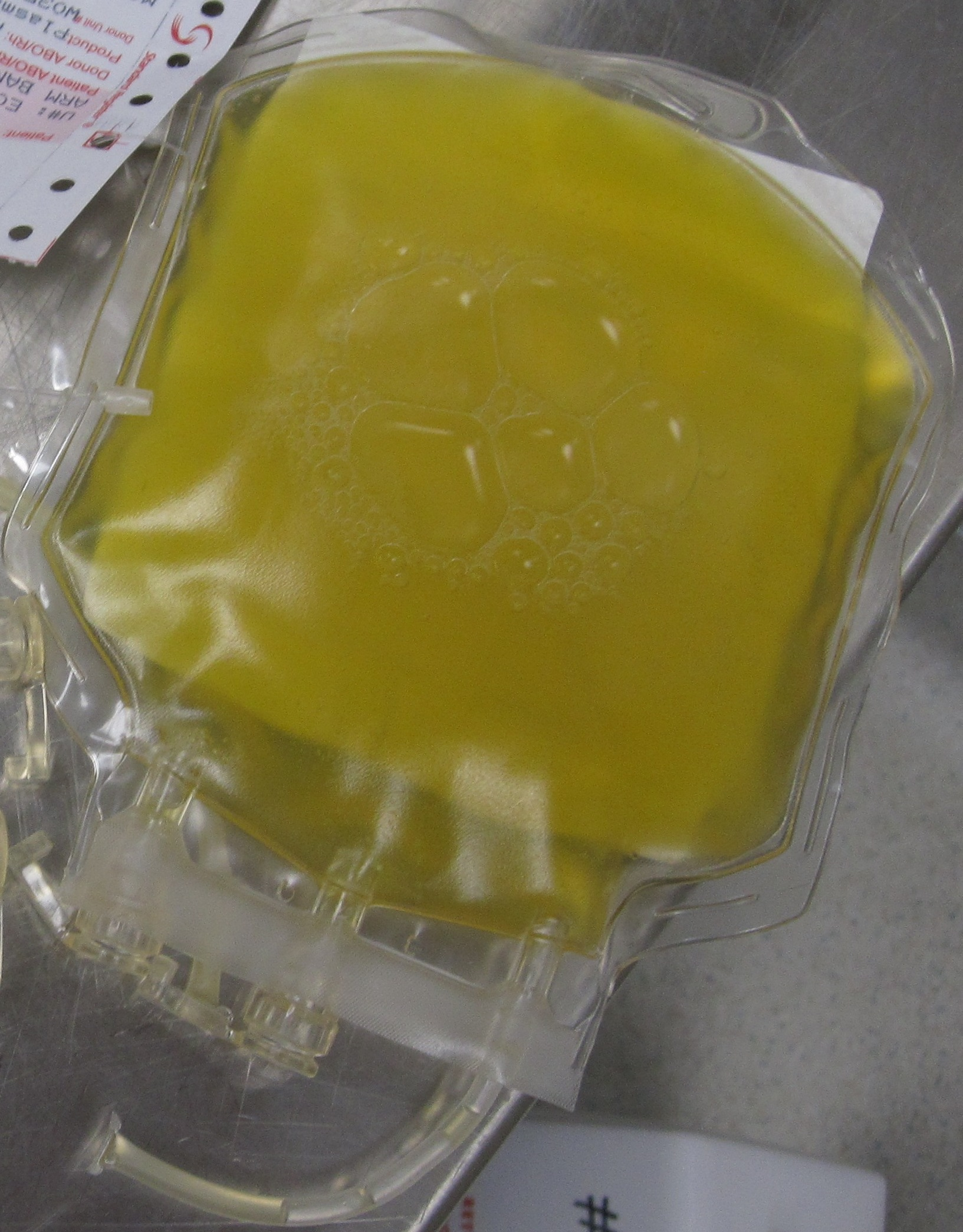
Un'unità di plasma fresco

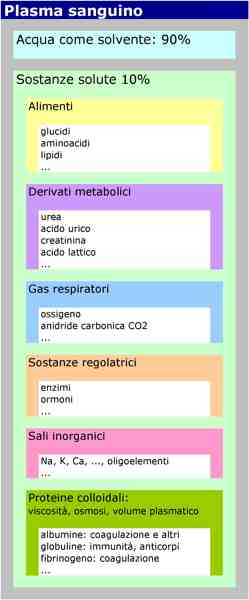
Composizione del plasma sanguigno

Il plasma sanguigno è una componente liquida del sangue; contiene proteine, nutrienti, prodotti del metabolismo, ormoni e elettroliti inorganici, ma è privo di cellule.
È composto principalmente da acqua (92%), proteine (7%) e sali minerali (1%). Serve come mezzo di trasporto per il glucosio, i lipidi, ormoni, i prodotti del metabolismo, anidride carbonica e ossigeno.
La capacità di trasporto dell'ossigeno è relativamente bassa comparata a quella dell'emoglobina contenuta nei globuli rossi; può essere aumentata in condizioni iperbariche.
È il mezzo di immagazzinamento e trasporto dei fattori della coagulazione, quali la fibrina, e il suo contenuto di proteine è necessario per mantenere la pressione osmotica del sangue.

## Uso di plasma e siero per gli esami di laboratorio
Per effettuare un esame del sangue il plasma è ottenuto dal sangue. Per prevenire la coagulazione del campione di sangue prelevato si usa un anticoagulante, come il citrato o l'eparina, che viene aggiunto immediatamente dopo il prelievo; normalmente l'anticoagulante è già presente nelle provette sottovuoto che si utilizzano. Per molti esami di laboratorio il plasma e il siero sanguigno possono essere usati indifferentemente.
Il campione viene centrifugato per separare il plasma dalle cellule sanguigne.
Il plasma può essere congelato sotto i -80 °C in maniera pressoché indefinita per successive analisi.
Il siero ha una composizione simile a quella del plasma, ma non contiene i fattori della coagulazione; è ottenuto lasciando coagulare il campione di sangue prima della centrifugazione. A questo scopo può essere usata una provetta sottovuoto per la separazione del siero: esistono tre differenti tipologie di provette per il siero, che si differenziano per le sostanze contenute (attivatore della coagulazione, gel separatore o granuli).
I test della coagulazione (come INR e APTT) richiedono che tutti i fattori della coagulazione siano preservati, quindi non possono essere effettuati sul siero. Viene utilizzata normalmente una provetta sottovuoto, tipo Vacusera, contenente sodio citrato in quanto gli effetti anticoagulanti del citrato sono dipendenti dalla concentrazione e quindi possono essere annullati per effettuare il test.

## Plasma nella medicina trasfusionale
Il plasma è ottenuto mediante plasmaferesi, o da centrifugazione del sangue intero, attraverso cui si ricavano i seguenti emoderivati:
- Plasma fresco congelato: viene congelato a -18 °C
- Crioprecipitato: si ottiene dal plasma fresco congelato recuperando il precipitato contenente i fattori della coagulazione, ossia il Fattore VIII, Fattore XIII, il fibrinogeno, il fattore di von Willebrand e la fibronectina; nella maggior parte dei casi viene utilizzato solo se i concentrati inattivati contenenti vWF e Fattore VIII non sono disponibili.
- Plasma privo di crioprecipitato: viene preparato dal plasma fresco congelato, dopo scongelamento e una centrifugazione che rimuove il crioprecipitato; è privo di fattore VIII, fattore di von Willebrand e fibrinogeno. Le altre proteine plasmatiche rimangono invece alle stesse concentrazioni del plasma fresco concentrato.

Da plasmaferesi si ottiene plasma di categoria “A”; dalle unità di sangue intero si ottiene plasma di categoria “B”.
Se le quote di plasma sono lavorate entro 6 ore dal prelievo, sono utilizzabili a scopo trasfusionale (sottocategorie A1 e B1); se lavorate tra le 6 e 18 ore di distanza (sottocategorie A2 e B2), sono meno ricche di fattori della coagulazione (in particolare VIII e IX) e si utilizzano per la produzione di emoderivati. Il sangue intero separato dopo 18 ore produce plasma di categoria “C”, da cui si non ottengono come emoderivati i fattori della coagulazione: restano solo albumina e immunoglobuline.

## Plasma artificiale
Il fluido biologico simulato è una soluzione avente una concentrazione di ioni simile a quella del plasma umano. Viene normalmente utilizzato per la modifica della superficie degli impianti metallici biomedicali e nel trasporto genico.